# Lehel tér (stanice metra v Budapešti)
Lehel tér (do roku 1990 Élmunkás tér) je stanice metra v severní části Budapešti. Nachází se na lince M3, na jejím úseku II/B, jež byl otevřen 30. prosince 1981. Rozkládá se pod stejnojmenným náměstím. Jako jediná z tohoto provozního úseku je mělce založená, pouhých 9,3 m pod zemí. Ve směru z centra jsou za stanicí umstěny dvě kolejové spojky umožňující obracení vlaků (stanice byla do roku 1984 koncovou).
Jedná se o stanici podzemní, hloubenou, s ostrovním nástupištěm. Výstup je řešen podobně jako u stanice Smíchovské nádraží v Praze; z nástupiště vedou pevná schodiště na ochoz nad ním umístěné. Odsud pak vycházejí jednotlivé výstupy na uliční úroveň. Celé nástupiště patří k těm z mála v síti budapešťského metra, která nejsou přímá, tj. nachází se v mírném oblouku.
Na náměstí Lehel tér je umožněn přestup na tramvajovou linku č. 14 směřující severním směrem ke stanici metra Újpest-központ a dále směrem na Káposztásmegyer